# Teresa Salgueiro
Maria Teresa de Almeida Salgueiro OIH (Lisboa, 8 de janeiro de 1969) é uma cantora portuguesa, mais conhecida como vocalista do grupo Madredeus, de 1986 a 2007.

## Percurso musical
A sua carreira iniciou-se inesperadamente, em 1986, quando dois dos fundadores do grupo (Rodrigo Leão e Gabriel Gomes) a descobriram quando cantava com um grupo de amigos numa mesa ao lado da deles, numa tasca do Bairro Alto, em Lisboa. Depois da sua primeira audição com Pedro Ayres Magalhães, outro dos fundadores dos Madredeus, Teresa Salgueiro passou a ser a voz e, nas palavras de Magalhães, "a maior inspiração da música do grupo".
Teresa Salgueiro é uma soprano de vasta extensão vocal, tendo um talento inato para a música. Pode dizer-se que sua voz apesar de ter amadurecido continua a ter características típicas de uma soprano. Sua formação musical deu-se ao longo dos primeiros anos de vida do Madredeus, quando cursou por dois anos aulas de canto, mas os compromissos internacionais do grupo acabaram por impedir que a cantora prosseguisse com uma educação musical formal.
A 9 de Junho de 1995 foi feita Oficial da Ordem do Infante D. Henrique.
Em 2005 foi editada uma compilação de diversas participações e colaborações que fez com outros artistas enquanto ainda fazia parte do grupo Madredeus. "Obrigado" conta com canções cuja variedade de estilos e de épocas de sua gravação mostram a versatilidade da cantora; entre outros, o álbum traz canções que Teresa Salgueiro gravou com António Chainho, com o tenor catalão Josep Carreras, com os cantores e compositores brasileiros Caetano Veloso e Zeca Baleiro (em um álbum de canções do compositor italiano Aldo Brizzi), com a dupla portuguesa Mário Laginha e Maria João, com o compositor galego Carlos Núñez, com o compositor italiano Angelo Branduardi e com o  acordeonista japonês Coba, entre outros.
Em 2007, os Madredeus decidem fazer um ano sabático e os seus membros dedicam-se a projetos musicais paralelos. Teresa lançou, em fevereiro daquele ano, o álbum "Você e eu" que revisita um repertório de grandes canções da música popular brasileira: de Pixinguinha a Dorival Caymmi, passando por Antônio Carlos Jobim e Chico Buarque.
Teresa apresentou, no mesmo ano, o espectáculo "La Serena" com temas cantados em várias línguas, acompanhada pelo Lusitânia Ensemble — um grupo de músicos, na sua maioria, da Orquestra Sinfónica Portuguesa. O concerto gerou o álbum "La Serena" lançado em Outubro de 2007. No repertório do álbum, canções célebres de diversos países banhados pelo Oceano Atlântico e pelo Mediterrâneo.
Ainda em 2007, Teresa Salgueiro foi convidada a participar no álbum "Silence, Night and Dreams", do compositor polaco Zbigniew Preisner. No álbum, lançado pelo selo erudito EMI Classics, tem uma participação destacada onde interpreta peças em inglês e latim.  Preisner, conhecido por suas colaborações com o cineasta polaco Kieslowski, afirmou ter composto "Silence, Night & Dreams" pensando na voz "pura e limpa e sem vibrato" da cantora.
Em 28 de Novembro de 2007 é anunciada a saída de Teresa Salgueiro, Fernando Júdice e José Peixoto dos Madredeus.
Em Agosto de 2008 reúne-se novamente com o Lusitânia Ensemble, com a ideia de recolher um repertório que retratasse as diferentes épocas, tradições, regiões e costumes Portugueses. Assim nasceria o disco “Matriz”, cujos concertos percorreram a Europa e África.
“Voltarei à minha Terra” foi uma viagem através da memória colectiva da Música Portuguesa do séc. XX. Com uma nova formação, Teresa Salgueiro tomou a seu cargo a direção dos arranjos musicais onde procurou desenhar uma linguagem original que traduza um universo poético, nascido de palavras e sentimentos portugueses.
Este percurso de 25 anos de dedicação ininterrupta à música culmina na criação de uma oficina de composição de peças originais que nascem do encontro da Teresa com os músicos que escolheu. Pela primeira vez na sua carreira, dedica-se à escrita e composição de todos os temas.
Durante o mês de Agosto de 2011, Teresa e o seu grupo de músicos retiram-se para o Convento da Arrábida, no ambiente envolvente da Serra. Num anexo ao Convento, montam um estúdio de gravação onde registam os dezassete temas que dão origem ao álbum “O Mistério”. Convidou António Pinheiro da Silva, com quem partilhou os primeiros dez anos de gravações e concertos da sua vida junto dos Madredeus, para co-produzir este novo album.
Volta a colaborar com o compositor polaco Zbigniew Preisner, conhecido pelas bandas sonoras dos filmes de Krzysztof Kieślowski, para a gravação do DVD "Wielkie Monologi".
O Horizonte, o seu novo álbum autoral, é a afirmação da sua faceta de compositora e letrista, expressa na criação e interpretação de um repertório original.

## Prémios e Reconhecimentos
- 2017 - Prémio José Afonso pelo álbum "O Horizonte";[3]
- 2022 - Prémio do Clube das 25 (associação feminista espanhola) que distingue mulheres que se destacaram pela luta pela igualdade de oportunidades;[4]

## Discografia a solo
- 2012 - O Mistério - Clepsidra
- 2016 - O Horizonte - Lemon

## Álbums em colaboração
- 2005 - Obrigado - EMI
- 2007 - Você e Eu - EMI
- 2007 - La Serena com Lusitânia Ensemble - Dasein/Farol
- 2009 - Matriz - com Lusitânia Ensemble - Farol

## Outras colaborações
- Sétima Legião - Ascensão (1989)
- Banda Sonora de Non, ou a Vã Glória de Mandar (1990)
- Orfeão Dr. Edmundo Machado de Oliveira - Olhos Negros (1990)
- Rodrigo Leão - Ave Mundi Luminar / Carpe Diem (1993)
- Cora - Sol Nascente (Harukanaru Taiyou) (1993)
- Cora - A Promessa (1995)
- António Chaínho - A Sombra (Fado Nocturno) / Fado da Boa Sina (1998)
- Carlos Nuñez - Maria Soliña (1999)
- Angelo Branduardi - Nelle Palludi di Venezia... (2000)
- Onar - I Balada Tou Nerou Tis Thalassas (2000)
- Rão Kyao - Deus Também Gosta de Fado (2001)
- Aldo Brizzi - Mistério de Afrodite (c/ Caetano Veloso) / Ondas (c/ Zeca Baleiro) (2003)
- Sérgio Godinho - Pode Alguém Ser Quem Não É (2003)
- Pirilampo Mágico - Faz a Magia Voar (2003)
- José Carreras - Haja o Que Houver (2004)
- No Data - Vivo Deste Quase Nada (2006)
- Zbigniew Preisner - Silence, Night and Dreams (2007)
- Mulher Passa a Palavra - Woman (2008)
- Zbigniew Preisner - To Die (2007)
- Slow J - Nascidos & Criados (Album Afro Fado 2023)